# Абхидхамма Тхеравады
Абхидхамма Тхеравады — схоластическая систематизация понимания высших буддийских учений (Абхидхаммы) школы Тхеравада. Традиционно считается, что эти учения были преподаны Буддой, хотя современные учёные датируют тексты Абхидхамма-питаки III веком до н. э. Тхеравада изначально рассматривала себя как вибхаджьявада («учение об анализе»), что отражает аналитический метод (вибхаджати, пали vibhajjati), используемый Буддой и ранними буддистами для исследования природы человека и других явлений.
По словам Бхиккху Бодхи, современного монаха-учёного, принадлежащего к традиции Тхеравада, Абхидхамма — это «одновременно философия, психология и этика, объединённые в структуру программы освобождения».
В литературе Абхидхаммы Тхеравады есть разные текстовые слои. Самые ранние работы Абхидхаммы встречаются в Палийском каноне. Есть экзегетические сочинения, написанные в Шри-Ланке в V веке, и более поздние субкомментарии.

## Предпосылки и источники

Буддхагхоша (ок. V века), самый выдающийся учёный Абхидхаммы в Тхераваде, представляет три копии своего труда — Висуддхимагга

Первичным источником Абхидхаммы является Абхидхамма-питака, семь книг, которые составляют третью «корзину» Типитаки, также известной как Палийский канон:
- «Дхаммасангани», перечень явлений;
- «Вибханга», книга анализа;
- «Дхатукатха», изречение об элементах;
- «Пуггалапаннатти», описание личностей;
- «Катхаваттху», точки разногласия;
- «Ямака», книга пар, разъяснение терминов;
- «Паттхана», книга обусловленных отношений[4].

Современные учёные считают, что эти произведения начали создаваться в III веке до н. э. Однако, есть мнение, что некоторые элементы, встречающиеся в Абхидхамма-питаке, такие как матики (пали mātikās, санскр. mātṛkā, списки, матрицы доктринальных терминов), относятся к более раннему времени. Эта версия была изучена Эрихом Фрауваллнером, который утверждал, что в самых ранних текстах Абхидхаммы есть фрагменты раннего до-сектантского материала (например, в «Вибханге», в «„Дхармаскандхе“» и «Шарипутрабхидхарма-шастре»). Согласно сравнительному исследованию Фрауваллнера, эти тексты, возможно, были разработаны и «составлены из того же материала», в основном из ранних матик, которые образуют «древнее ядро» ранней Абхидхаммы.
Матики также встречаются в некоторых суттах Сутта-питаки. Такие учёные, как Иоханнес Бронкхорст и Фрауваллнер, считают эти тексты «протоабхидхаммой». К ним относятся Сангити сутта ДН 33 и Дасуттара сутта ДН 34 (а также Сангити сутра и Дашотара сутра Диргха Агамы). Цзе фу Куан также утверждает, что некоторые сутры Ангуттара-никаи (АН 3.25, АН 4.87—90, АН 9.42—51) описывают метод в стиле ранней Абхидхаммы.
Кхуддака-никая включает в себя ряд текстов, стилистических близких к Абхидхамме, которых нет в Абхидхамма-питаке. К ним относятся «Патисамбхидамагга», «Нидеса», "Неттипакарана"и «Петакопадеса».
Шри-ланкийской ветвью школы Тхеравады были созданы более поздние тексты Абхидхаммы, включая комментарии (аттхакатха) и вводные руководства. К ним относятся «Аттхасалини»(комментарий к «Дхаммасангани»), "Саммохавинодани "(комментарий к «Вибханге») и «Панчаппакарана», комментарий к другим книгам Абхидхаммы-питаки. Шри-ланкийской традиции также принадлежат практические руководства, такие как «Вимуттимагга» («Путь освобождения»), датируемые I или II веками н. э.
Живший в V веке Буддхагхоша является одним из самых влиятельных абхидхаммиков Тхеравады. Его «Висуддхимагга» (руководство по духовной практике, основанное на «Вимуттимагге») остаётся одним из самых важных текстов Тхеравады. Главы с XIV по XVII представляют собой своего рода краткий свод Абхидхаммы. Комментарии Буддхашгхоши к суттам также составлены с позиции Абхидхаммы.

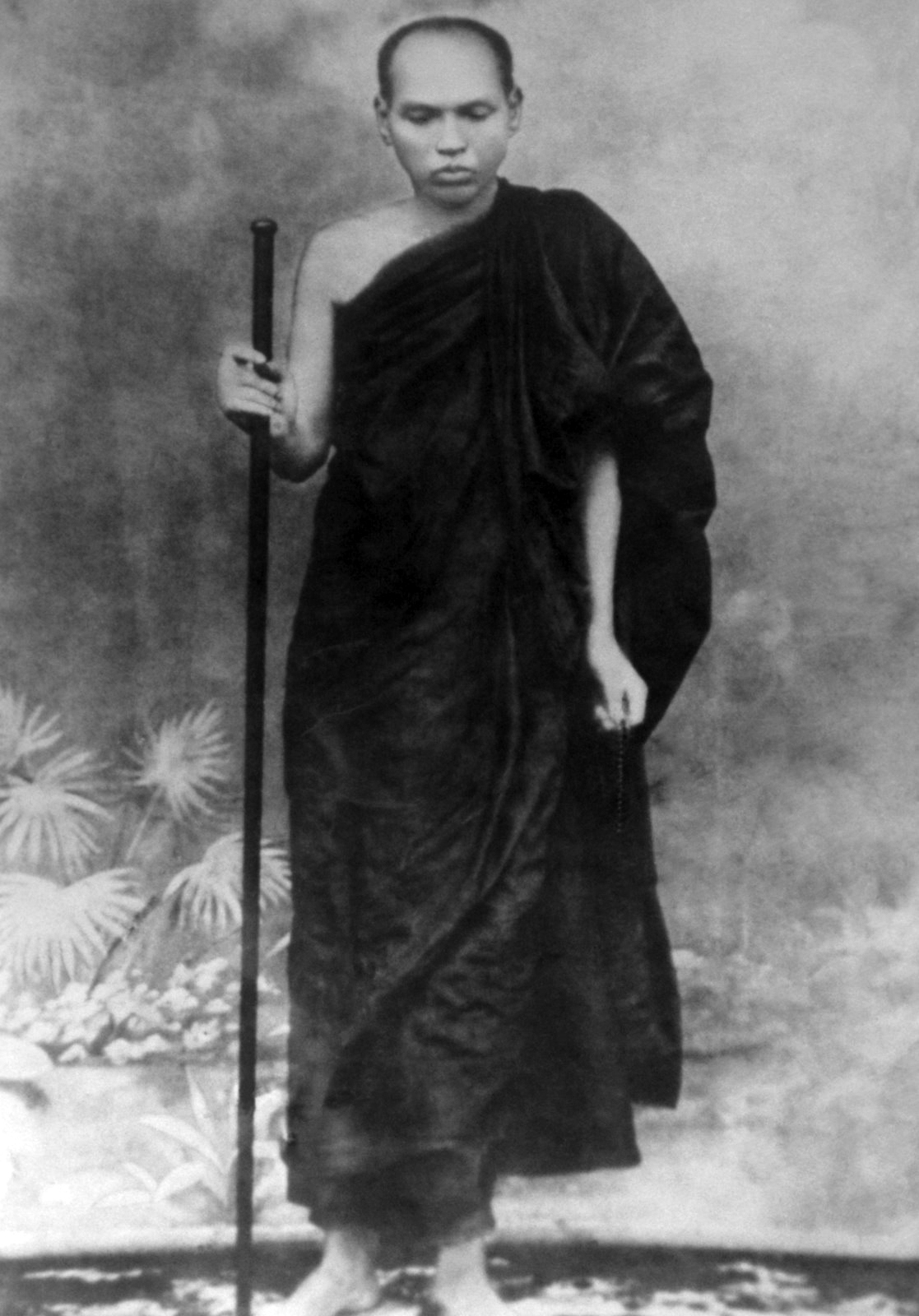
Леди Саядо, один из великих абхидхаммиков XX века

Кроме того, существует жанр коротких вводных руководств к Абхидхамме, например, «Абхидхаммаватара» V века. Самым влиятельным из этих руководств является краткая и ёмкая «Абхидхамматтха-сангаха» Ачарии Ануруддхи. По словам Бхиккху Бодхи, этот текст остаётся «основным учебником для изучения Абхидхаммы, который используют во всём буддийском мире Тхеравады», к нему были написаны различные комментарии.
В средние века на Шри-ланке также появилась серия текстов, называемых подкомментариями или субкомментариями — тика (пали ṭīkā), которые представляют собой комментарии к комментариям.
Сегодня Абхидхамма остаётся живой традицией в странах Тхеравады. Появляются новые тексты на современных языках, например, на бирманском и сингальском. Изучение Абхидхаммы особенно акцентировано в Мьянме, где оно было основным предметом исследования примерно с XVII века. Один из самых значимых деятелей в современном буддизме Мьянмы Леди Саядо (1846—1923) был хорошо известен своими трудами по Абхидхамме (наиболее значим комментарий к Абхидхамматтха-сангахе — Параматтхадипанитика). Этот комментарий, в котором критиковался старый шри-ланкийский комментарий XII века Абхидхамматтха-вибхавини-тика, вызвал оживлённую полемику.
Книги, входящие в Абхидхамма-питаку, были переведены на английский язык в XX веке и изданы Обществом палийских текстов. Переводами занимались Каролина Рис-Дэвидс («Дхаммасангани», «Катхаваттху»), У Тхиттила («Вибханга»), У Нарада («Дхатукатха», «Патхана»), Б. С. Лоу («Пуггалапаннатти»).

## Теория дхамм
В палийских никаях Будда обучает с помощью метода, в котором опыт объясняется с использованием различных концептуальных групп физических и умственных процессов, называемых дхаммами (пали dhammā). Примеры списков дхамм, которым учил Будда в никаях, включают двенадцать чувственных «сфер» (аятан), пять совокупностей (скандх) и восемнадцать элементов познания (дхату).
На основе этих моделей палийская Абхидхамма стремилась обеспечить более глубокое и исчерпывающее понимание феноменального опыта в целом, объясняя, анализируя и классифицируя все дхаммы и их отношения. Для Абхидхаммы дхаммы — это «основные факторы, на которые могут быть разделены все вещи» и «элементарные составляющие, стоящие за проявленными феноменами». Эта «теория дхамм» является центральной теорией или краеугольным камнем палийской Абхидхаммы. По мнению исследователей Абхидхаммы, основная цель этой теории — предоставить полезную схему для медитативного созерцания и постижения природы явлений.
Англоязычные переводчики переводят термин «дхаммы» как «факторы», англ. factors (Коллетт Кокс), «психические характеристики», англ. psychic characteristics (Бронкхорст), «психофизические события», англ. psycho-physical events (Ноа Ронкин) и «явления», англ. phenomena (Ньянапоника Тхера). Ноа Ронкин определяет дхаммы как «составляющие чувственного опыта; не поддающиеся упрощению строительные блоки, из которых состоит мир, хотя они не имеют статического ментального содержания и, конечно, не являются субстанциями».
По мнению ланкийского буддолога Карунадасы, дхаммы — это «те элементы, которые возникают, когда процесс анализа доходит до крайних пределов». Однако это не означает, что они существуют независимо, поскольку дхаммы постулируются только для описания. О них также говорят, что они свободны от «Я» (анатта, пали anatta) и, следовательно, пусты (сунна, пали suññā). Кроме того, дхаммы различным образом взаимосвязаны и взаимозависимы. Палийская Абхидхамма не является разновидностью плюрализма, поскольку она опирается как на анализ (бхеда, пали bheda), так и на синтез (сангаха, пали sangaha). Согласно Карунадасе, это «позволило ей преодолеть двойственную оппозицию между плюрализмом (саббам путхуттам, пали sabbam puthuttam) и монизмом (саббам экаттам, пали sabbam ekattam), или, как говорится в одном палийском комментарии, двойное противодействие принципов множественности (ньянатта-ная, пали nānatta-naya) и единства (экатта-ная, пали ekatta-naya)». Различные комментарии также предостерегают от одностороннего акцента или цепляния за принцип множественности. Например, в дополнительном комментарии к Дигха-никае говорится, что «ошибочное понимание принципа множественности происходит из-за чрезмерного акцента на радикальной обособленности (ачанта бхеда, пали accanta-bheda) дхамм».
Точно так же дхаммы «нельзя считать частями целого, указывающими на абсолютное единство» или проявлениями единого метафизического субстрата, поскольку это было бы противоположной ошибкой, односторонним акцентом на принципе единства. Они представляют собой просто «множество взаимосвязанных, но различимых согласованных факторов». Утверждается, что это соответствует идее о том, что учение Будды представляет собой онтологический срединный путь между различными крайностями, такими как абсолютное существование и небытие, или радикальное множественность и абсолютный монизм.
Хотя считается, что дхаммы различаются между собой (вибхагаванта, пали vibhāgavanta), они возникают вместе в кластерах из-за своей неразделимости (самсаттхата, авинибхогата, пали samsatthatā, avinibhogatā). Этот принцип также можно увидеть в суттах (например, в Махаведала сутте МН 43), где говорится, что некоторые дхаммы смешаны (самсаттха, пали samsattha) таким образом, что их невозможно разделить. Тот факт, что дхаммы всегда возникают вместе, также связан с их обусловленной зависимостью друг от друга. Согласно Абхидхамме, ничего не возникает без причины, по единственной причине или как единственное следствие. Следовательно «всегда бывает так, что множество условий порождает множество эффектов. Применительно к теории дхамм это означает, что множество дхамм порождает множество других дхамм».

### Природа и характеристики дхамм
Согласно «Аттхасалини»: «Дхаммы несут свою особую природу — сабхава (пали sabhāva). С другой стороны, дхаммы порождаются условиями или определённой природой». Использование термина «сабхава» (собственная природа, собственная сущность) в описании дхамм не встречается в книгах Абхидхамма-питаки, но есть в других текстах, таких как «Неттипакарана», и в комментариях. Комментарии Тхеравады иногда уравнивают эти два термина, например, в «Висуддхимагге» говорится, что «дхамма означает сабхава».
Однако следует помнить, что концепция сабхавы в Тхераваде не подразумевает сущность или субстанциальный способ существования, поскольку дхаммы не являются постоянными или полностью дискретными субъектами. Они всегда находятся в зависимо обусловленных отношениях с другими дхаммами и постоянно меняются. Поэтому говорить, что они обладают «собственной природой» (сабхава) можно только ради описания. Согласно Карунадасе, такое использование термина сабхава является лишь временным, «определение дано только для удобства». Оно относится к тому факту, что «любая дхамма представляет собой отдельный факт эмпирического существования, который не разделяется другими дхаммами».
По мнению буддолога Питера Харви, с точки зрения Тхеравады относительно дхамм, сабхава это то, что относится к индивидуальной характеристике (салаккхана, пали salakkhana), которая «не является чем-то, присущим дхамме как отдельной конечной реальности, но возникает в связи с условиями поддержки как других дхамм, так и прежних проявлений этой дхаммы». Это видно из прочих определений, данных в комментариях, в которых говорится, что дхамма — это «то, что вытекает из её собственных условий» и представляет собой «сам факт возникновения в связи с соответствующими условиями».
Буддолог Ноа Ронкин также утверждает, что в Абхидхамме Тхеравады «термин „сабхава“ преимущественно используется для определения особенностей дхамм, а не их экзистенциального статуса». Таким образом, сабхава является синонимом салаккхана (индивидуальная характеристика), которая отличает один тип дхаммы от другого для удобства определения. Например, этот способ описания позволяет нам сказать, что индивидуальной характеристикой элемента земли является твёрдость. Это контрастирует с «универсальными характеристиками», присущими всем дхаммам (саммана-лакхана, пали sāmanna-lakkhaņa), такими как непостоянство, неудовлетворительность и отсутствие неизменного «Я».
Таким образом, хотя в Абхидхамме Тхеравады дхаммы являются основными составляющими опыта, они не рассматриваются как субстанции (аттена, пали attena), сущности или независимые элементы, поскольку они пусты от «Я» и обусловлены. В двенадцатой книге Кхудакка-никаи «Патисамбхидамагге» говорится, что дхаммы пусты от сабхава (сабхавена суннам, пали sabhavena suññam).
По мнению Ронкин, каноническая Абхидхамма Тхеравады остаётся прагматичной и психологической и «не проявляет особого интереса к онтологии» в отличие от Абхидхаммы традиции Сарвастивады. Буддолог Пол Уильямс также отмечает, что Абхидхамма сосредоточена на практических аспектах медитации прозрения и оставляет онтологию «относительно неизученной». Однако Ронкин считает, что более поздние подкомментарии Тхеравады действительно демонстрируют доктринальный сдвиг в сторону онтологического реализма от ранних эпистемологических и практических проблем.

### Классификация дхамм
Абхидхамма Тхеравады утверждает, что существует 82 возможных типа дхамм, из которых 81 тип обусловлен (санкхата, пали sankhata), а один — необусловлен (асанкхата, пали asankhata). Дхаммы делятся на четыре основные категории:
1. читта (ум, сознание, умственные способности);
2. четасика (психические факторы, ментальные события, связанный с ними менталитет), 52 типа;
3. рупа (физические явления, материальная форма), 28 типов;
4. ниббана (угасание, прекращение) — единственная безусловная дхамма, она не возникает и не прекращается из-за взаимодействия причин.

Каждая дхамма сознания, известная как читта, возникает в связи (сампаютта, пали sampayutta) по крайней мере с семью ментальными факторами или четасиками (пали cetasikas). Таким образом, в Абхидхамме все осознанные события характеризуются интенциональностью (направленностью) и никогда не существуют изолированно.

### Теория концепций (паннатти)
С точки зрения Абхидхаммы, на самом деле существуют только дхаммы и их отношения. Для того, чтобы объяснить реальность повседневного мира (таких основных универсальных категорий, как единство, идентичность, время и пространство) знатоки Абхидхаммы прибегли к номиналистической теории концепций или обозначений (паннатти/паннятти, пали paññatti). В Поттхапада-сутте ДН 9 Будда объясняет, что, используя слово «я» (атта, пали atta), он имеет в виду не высшую сущность, а говорит условно и что такие термины «представляют собой имена (саманна, пали samaññā), выражения (нирутти, пали nirutti), способы обозначнения (вохара, пали vohāra) и описания (паннатти), широко используемые в мире. И Татхагата действительно пользуется ими, не привязываясь к ним». Кроме того, в Нируттипатха-сутте СН 22.62 говорится, что разделение времени на прошлое, настоящее и будущее — это «три способа именования, обозначения (адхивачана, пали adhivacana) и создания концепции/описания (паннатти)».
Первое определение термина «паннатти» в текстах Абхидхаммы дано в «Дхаммасангани»: «То, что является перечислением, то, что является обозначением, выражением, данным термином, именем, наименованием, присвоением имени, интерпретацией, отличительным знаком рассуждения о той или иной дхамме». В палийском комментарии также говорится, что это означает «процесс утверждения», и что «я», «моё», «другой», «человек», «монастырь» и «стул» являются утверждениями. Эти концептуальные обозначения зависят от ума и сами по себе не являются дхаммами, конечными реальностями, то есть высшей истиной (параматтха, пали paramattha). Вместе взятые концептуальная и конечная реальность составляют всё познаваемое (нейя-дхамма, пали ñeyya-dhamma).
Считается, что концепции лишены сабхавы (асабхава, пали asabhāva), «отличаются как от ума, так и от материи», не возникают и не исчезают, как дхаммы, «не порождаются условиями», «не производятся» (апариниппханна, пали aparinipphanna) и не являются ни обусловленными (санкхата), ни необусловленными (асанкхата). В Абхидхамме паннатти являются «чисто концептуальным» (парикаппа-сиддха, пали parikappa-siddha) «продуктом синтезирующей функции ума» и «существуют только в силу концептуального мышления».
Есть два вида взаимозависимых концепций:
- концептуальное имя (нама-паннатти, пали nāma-paññatti) — «относится к именам, словам, знакам или символам, с помощью которых обозначаются вещи, реальные или нереальные». Это способ познания вещей, который «создан по общему согласию (локасахкета-нимитта, пали lokasahketa-nimmitā) и общепринят (локавохарена сиддха, пали lokavohārena siddhā)»;
- концептуальное значение (аттха-паннатти, пали attha-paññatti) — «относится к идеям, понятиям или концепциям, которые соответствуют именам». Оно «порождается толковательной и синтезирующей функцией разума (каппана, пали kappanā) и основывается на различных формах или проявлениях реальных существ».

Имена могут быть присвоены всему, включая дхаммы, однако, в отличие от повседневных предметов, имена, данные дхаммам, не имеют соответствующего концептуального значения (аттха-паннатти), потому что дхаммы «глубоки». Согласно Карунадасе, «это, по-видимому, означает, что объекты понятийного мышления, такие как столы и стулья, легко узнаваемы, в то время как дхаммы с трудом поддаются пониманию». Считается, что только в глубокой медитации можно проникнуть в концептуальность и непосредственно постигнуть сами дхаммы, видя их пустыми (сунна) и безличными (ниссатта, ниджжива, пали nissatta, nijjīva). Концептуальными являются не только повседневные объекты, но и личности (пудгала, пали pudgala), время (кала, пали kala) и характеристики дхамм, если рассматривать их как отдельные абстракции, включая универсальные характеристики (саманна-лаккхана, пали sāmanna-lakkhaņa), такие как непостоянство (аниччата, пали aniccatā), а также принцип взаимозависимого происхождения и Четыре благородные истины.

### Две истины
Согласно Карунадасе, для Тхеравады теория двух уровней истины, которая делит реальность на мирские условности — саммути (пали sammuti) и абсолютные, высшие истины — параматтха, является доктринальным нововведением Абхидхаммы, но берёт своё начало в некоторых утверждениях ранних палийских никай. В основном это можно увидеть в различии, которое в Ангуттара-никае проводится между явными и окончательными утверждениями (нитаттха, пали nītattha) и утверждениями, требующими дальнейшего объяснения (неяттха, пали neyyattha). Карунадаса отмечает, что в никаях «нет предпочтительного оценочного суждения относительно нитаттха и неяттха. Акцент делается лишь на том, что не следует путать эти два вида утверждений».
Ещё одним ранним источником этой доктрины является Сангити-сутта ДН 33, в которой перечисляются четыре вида знания: (1) непосредственное знание доктрины (дхамме нана, пали dhamme ñāna); (2) знание доктрины, основанное на умозаключении (анвайе нана, пали anvaye ñana), (3) знание анализа (париччхеде нана, пали paricchede ñana) и (4) знание (лингвистических) условностей (саммути-нана, пали sammuti-ñana). В более ранних никаях, в отличие от Абхидхаммы, лингвистические условности не анализируются до сущностей, называемых высшими (параматха).
В Абхидхамме Тхеравады действительно возникает различие, касающееся двух уровней реальности, а именно поддающегося и не поддающегося дальнейшему анализу. Первый уровень (саммути) представляет условную или относительную истину или то, что называется консенсусной реальностью, а второй (параматтха) являет собой абсолютную истину или конечную реальность.
В Абхидхамме объяснение с точки зрения того, что не может быть эмпирически рассмотрено как совокупность мелких компонентов с различными характеристикам (лакхана, пали lakkhaṇas), считается абсолютной истиной (параматтха-сачча, пали paramattha-sacca). А когда объяснение происходит с позиции того, что подлежит дальнейшему анализу в силу зависимости от синтезирующей функции разума (то есть паннатти), то это общепринятая истина (саммути-сачча, пали sammuti-sacca), которая существует в относительном или конвенциональном смысле благодаря ментальной (аттха-паннатти) и лингвистической конструкции (нама-паннатти).
Однако даже эти конечные компоненты, то есть дхаммы, возникают взаимозависимо, «сосуществуют в обязательном порядке и позиционно неразделимы (падесато авинибхога, пали padesato avinibhoga)». В отличие от санскритской буддийской традиции, которая называет условную истину «самврити» (санскр. saṃvṛti), что значит «сокрытие» или «прикрытие»), термин «саммути» в палийской Абхидхамме означает просто соглашение между людьми и не имеет коннотации низшей истины, скрывающей высшую истину.
Как указывает К. Н. Джаятиллеке, концепция двух истин в Тхераваде «не подразумевает, что то, что истинно в одном смысле, ложно в другом, или даже что один вид истины превосходит другой». Как пишет Карунадаса:
…различие между саммути-сачча и параматха-сачча относится не к двум видам истины как таковым, а к двум способам представления истины. Хотя формально они представлены как две истины, это два способа выражения того, что является истиной. Они не представляют собой две степени истины, одна из которых выше или ниже другой. Они также не являются двумя параллельными истинами.
Поэтому в Абхидхамме даже параматтха-сачча объясняется через понятия, поскольку несмотря на то, что само высшее не является результатом понятийной функции ума, оно не может быть объяснено без паннатти.
Согласно Цзе Фу Куану, в «Дхаммасангани» «не утверждается, что дхаммы являются высшей реальностью в отличие от обычных конструктов, подобных людям». В этом тексте также говорится, что «все дхаммы есть способы обозначения (паннатти)», что «все дхаммы есть способы интерпретации (нирутти)» и что «все дхаммы есть способы выражения (адхивачана)». Следовательно, каноническая Абхидхамма-питака не поддерживает интерпретацию двух истин как относящихся к первичным онтологическим реалиям.
В палийских комментариях говорится, что «Будда иногда учит Дхамме в соответствии с общепринятой истиной, иногда в соответствии с абсолютной истиной, а иногда посредством комбинации обоих». Это можно сравнить с учителем, использующим разные диалекты для обучения своих учеников. «Здесь нет никакого намёка на то, что один диалект выше или ниже другого».

### Ниббана, необусловленная дхамма

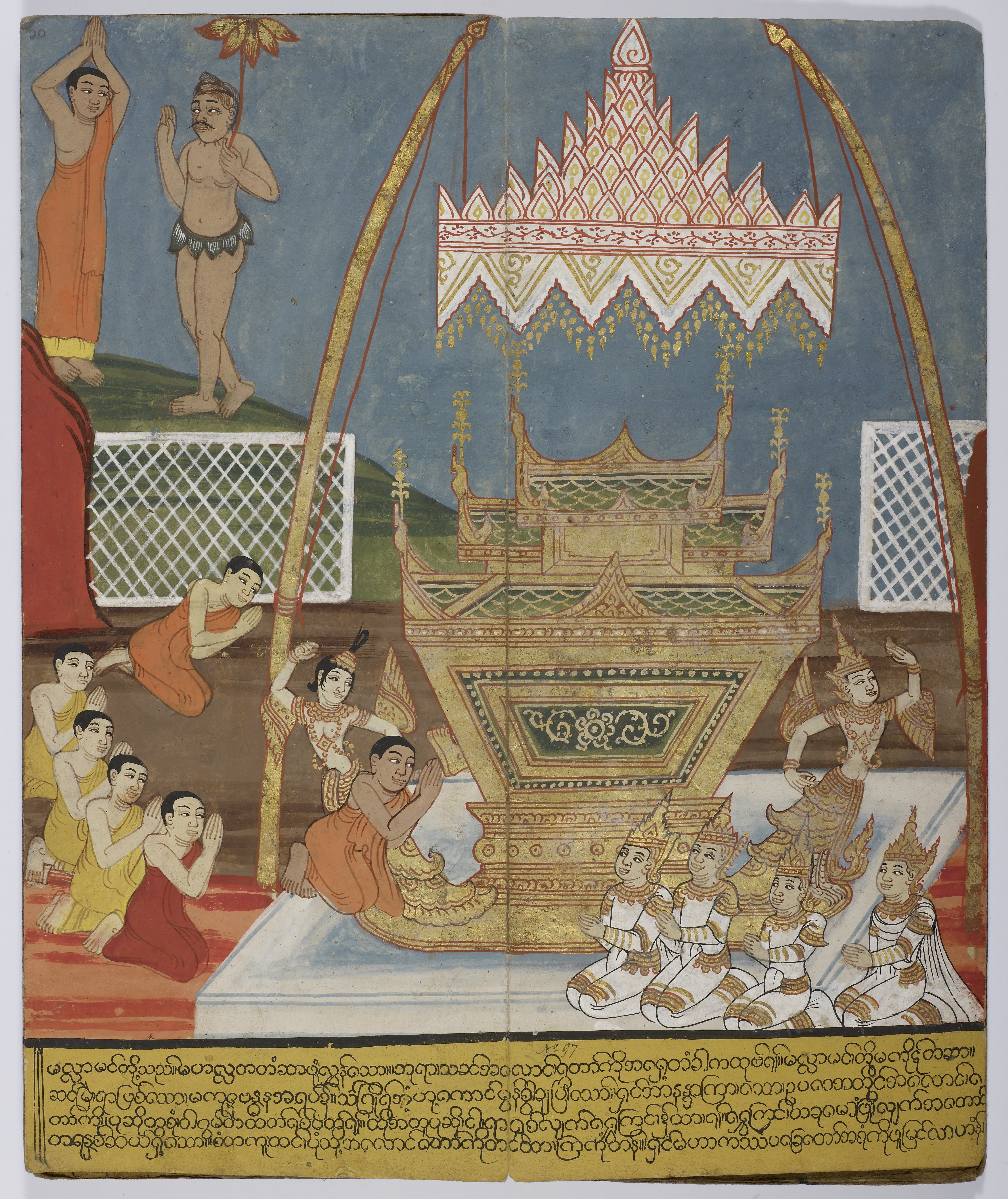
Махакашьяпа отдаёт дань уважения останкам Будды после его паринирваны, Бирма, середина XIX века

Сутты не определяют природу ниббаны в техническом и философском смысле, но сосредотачиваются на объяснении её психологического аспекта, используя метафору «угасания» жажды/страсти, ненависти и заблуждений, и остаются неоднозначными в отношении её метафизического статуса.
Позиция Тхеравады впервые была сформулирована в «Дхаммасангани», где ниббана описана как необусловленный элемент (асанкхата-дхату, пали asankhata-dhatu), полностью находящийся за пределами пяти совокупностей. Это дхамма, которая «не является ни искусной, ни неискусной, не связана ни с чувством, ни с познанием, не является результатом и не даёт результата, не требует какого-либо объекта, не классифицируется как прошлое, настоящее или будущее». Хотя она недоступна концептуальному мышлению, её можно познать или постичь умом.
В комментаторской литературе Тхеравады ниббана также рассматривалась как реальная дхамма с определённой собственной природой или характеристиками и как полностью лишённая каких-либо обусловленных качеств. Буддхагхоша говорит, что «она свободна от старения и смерти, потому что она не создана (аппабхава, пали appabhava)». Он возражает против мнения, что ниббана нереальна или вообще не существует, и цитирует знаменитый стих, встречающийся в Итивуттаке и Удане, который гласит: «Есть нерождённое, нестановящееся, несотверённое, необусловленное…». Таким образом, в комментарии к Висуддхимаггe говорится, что ниббане противоположны все обусловленные состояния. В Абхидхамме Тхеравады ниббана рассматривается как нечто совершенно отличное от обусловленных элементов и как единственная уникальная необусловленная дхамма.
Таким образом Абхидхамма Тхеравады признаёт существование единственной ниббаны, в отличие от Абхидхармы Вайбхашики или Махаяны, где есть разные типы необусловленных элементов и разные формы ниббаны (такие как апратиштха, санскр. apratiṣṭha  или непостоянная нирвана Махаяны и необусловленный элемент пространства в Вайбхашике).

## Анализ ума
В раннем буддизме сознание — это феномен, который всегда возникает в зависимости от условий (то есть возникает зависимо) и всегда находится во взаимосвязи с другими четырьмя совокупностями, образующими личность. Оно имеет взаимную связь с «именем и формой» (нама-рупа, пали nama-rupa) и возникает вместе с ними. Имя относится к ощущению (ведана, пали vedanā), восприятию (санна, пали saññā), волеизъявлению (четана, пали cetanā), чувственным впечатлениям (пхасса, пали phassa) и вниманию (манасикара, пали manasikāra), тогда как форма относится к четырём великим элементам (см. далее). В этом смысле ранний буддизм и Абхидхамма Тхеравады избегают как идеализма, так и материализма, а также любого вида дуализма, который рассматривает разум и тело как полностью отдельные друг от друга. Вместо этого утверждается, что разум и тело являются взаимозависимыми явлениями.
Используя эту точку зрения в качестве основной схемы, Абхидхамма анализирует когнитивный процесс, разбивая его на отдельные единицы познания, которые имеют два основных компонента: события сознания (читты, намеренное знание или осознание объекта, см. ниже) и ментальные факторы (четасики, ментальные явления, возникающий в связи с читтами, см. ниже). Эти два компонента всегда возникают вместе и когда Абхидхамма говорит о читте, следует понимать, что присутствуют и четасики. Это все равно, что заявить о визите короля, подразумевая, что с ним прибывает и вся его свита. Эти две связанных между собой основы (самасаттха, пали samsattha) считаются очень трудноуловимыми и различимыми, «как разные вкусы в супе». Они вместе возникают (сампайога, пали sampayoga), нацелены на один и тот же объект и так же вместе исчезают.
Таким образом, каждый акт познания — это констелляция или комплекс различных дхамм, находящихся в различных отношениях между собой, «они не являются производными друг от друга и не сводятся к чему-то общему». Они также не свойственны друг другу, как качества, присущие субстанциям в других философских системах. Более того, каждый случай познания также находится в различных отношениях с другими актами познания. Поскольку эти события никогда не бывают изолированными, они обусловлены предыдущими актами и становятся условием для будущих событий. Различные условные отношения подробно рассмотрены в «Паттхане».
Эти когнитивные события происходят последовательно, одно за другим. В любой момент существует только один из этих актов познания. Также, согласно Карунадасе, «настоящий акт познания не способен познать самого себя. Это подобно тому, как один и тот же меч не может разрезать себя, или один и тот же кончик пальца не может коснуться себя. Это равносильно отказу от того, что называется таннаната (пали taññānatā), т. е. идеи о том, что одно и то же сознание обладает знанием самого себя».

### Читты
Читты — это события сознания, которые составляют «познание» или осознание объекта. Они никогда не возникают сами по себе, но всегда являются интенциональными/направленными (то есть имеют когнитивный объект или направление). В экзегезе Абхидхаммы читта (синоним виньяна) определяется тремя основными способами:
1. посредством агента (катту-садхана, пали kattu-sādhana): «сознание — это то, что познаёт объект»;
2. с помощью инструмента (карана-садхана, пали karaņa-sādhana): «сознание — это то, с помощью чего сопутствующие умственные факторы познают объект»;
3. посредством деятельности или способа действия (бхава-садхана, пали bhāva-sādhana): «сознание — это простой акт познания объекта». Это единственное определение, которое «считается действительным с абсолютной точки зрения» (ниппарияято, пали nippariyayato), поскольку, строго говоря, сознание — это не вещь, а деятельность или процесс.

Кроме того, Абхидхамма предоставляет множество классификаций категорий сознания. Самая известная категория — это шесть «дверей», которые соответствуют пяти физическим способностям, а именно: сознание, связанное с глазом, ухом, носом, языком и телом, а также сознание ума (мано-виньяна, пали mano-viññana). Каждая из пяти когнитивных способностей служит физической основой (ваттху, пали vatthu, то есть органом — глаз, ухо и т. д.) для соответствующего сознания. Абхидхамма Тхеравады считает, что сознание ума также обладает физической основой. В этом Тхеравада расходится с другими буддийскими школами, но находит поддержку в суттах, которые утверждают, что сознание и «имя и форма» (нама-рупа) зависят друг от друга. Паттхана не указывает конкретный орган или место для этой основы, но определяет основу сознания ума как «любую материальную составляющую, от которой зависит умственная деятельность». Согласно Карунадасе, это происходит потому, что ранняя Абхидхамма считала, что физическая основа сознания не ограничивается каким-либо одним местом в теле. Однако в более поздних комментариях Тхеравады говорится об одном месте, которое называется сердечным основанием (адая-ваттху, пали adaya-vatthu), расположенным внутри сердца. В любом случае, важно отметить, что согласно Абхидхамме Тхеравады, физическая основа не определяет и не контролирует ум и рассматривается только как поддерживающий элемент для ума.

#### Типы читты
Хотя в определённом смысле сознание (читта) имеет единственную характеристику знания или осознания объекта, его можно разделить на различные типы в зависимости от способов возникновения в сочетании с разными умственными факторами (четасиками). Таким образом, читты можно классифицировать на основе разных критериев, одним из которых является буддийское понимание медитативных состояний и то, как они соотносятся с буддийской космологией, а другим — этическое (кармическое) качество читты.
Первая классификация делит читты на четыре класса, соответствующие четырём сферам существования.
- Сознание сферы чувств (кама-вачара, пали kāma-vacara) относится к читтам чувственного мира.
- Сознание сферы тонкой материи (рупа-вачара, пали rūpa-vacara), читты, переживаемые в четвёртой рупадхьяне и в рупа-локе, более высоком, более совершенном плане существования. В этих состояниях отсутствуют пять препятствий (ниварана, пали nīvarana) и имеются соответствующие факторы каждой из четырёх дхьян.
- Сознание нематериальной сферы (арупа-вачара, пали arūpa-vacara), читты в четырёх арупадхьянах и бесформенных сферах.
- Надмирское сознание (локуттара, пали lokuttara), которое выходит за пределы мира обусловленного опыта (то есть пяти совокупностей) и «непосредственно приводит к реализации ниббаны».

Эти четыре класса читты не являются исключительными для своих сфер, они просто наиболее часто встречаются в соответствующей сфере. Поэтому человек может существовать в чувственной сфере, но посредством медитации порождать сознание нематериальной сферы.
Вторая широко используемая классификация, основанная на камме, также делит сознание на четыре класса.
- Искусные или полезные (кусала, пали kusala) читты. К этой категории относятся чистые и здоровые читты, которые коренятся вне жадности (алобха, пали alobha), ненависти (адоса, пали adosa) и заблуждения (амоха, пали amoha). Далее они делятся на подклассы в зависимости от различных факторов, таких как связанные с ними эмоции (например, радость или равностность), знания (нана-сампаютта, пали ñāṇa-sampayutta) или отсутствие таковых, а также причины возникновения, например, из-за внешнего воздействия, собственного размышления или непреднамеренно (спонтанно, асанкхарика, пали asankhārika, то есть по привычке).
- Неискусные или нездоровые (акусала, пали akusala). Эти читты всегда относятся к сфере чувств и коренятся в жадности, ненависти или заблуждении (три яда). Они также делятся на подклассы в зависимости от различных факторов, таких как связанные с ними эмоции (например, радость, неудовольствие, равностность и т. д.).
- Результирующие (випака, пали vipāka) читты. К этой категории относятся сознания, возникающие в результате созревания благотворной и неблаготворной каммы и не являющиеся ни искусными, ни неискусными. Их также называют лишёнными корней, потому что они не коренятся в трёх нездоровых ядах (или трёх благих психических факторах), поскольку являются всего лишь результатом или плодом каммы.
- Функциональные (кирья, пали kiriya). Это читты, которые не порождают карму (не имеет кармического потенциала) и также не являются ни искусными, ни неискусными. Некоторые из них лишены корней, это чисто функциональные элементы ума. Некоторые из них уходят корнями в три благих психологических фактора, способностью переживать эти типы читты обладают только те, кто достиг освобождения.

Ещё одна классификация относится к «прекрасному сознанию» (собхана-читта, пали sobhana-citta), которое «является выражением всех типов сознания, кроме двенадцати нездоровых и восемнадцати лишённых корней». Их называют прекрасными, потому что они всегда сопровождаются прекрасными умственными факторами (см. ниже).

### Четасики
Четасики — это умственные образования или факторы (санкхара), которые возникают вместе с читтами. Существуют разные классы этих умственных факторов.
- Универсальные (саббачитта-садхарана, пали sabbacittasādhāraṇa), к ним относятся 7 классов, которые представляют собой основные и рудиментарные когнитивные функции, «общие для всех типов сознания»:
  - контакт (пхасса)
  - чувство (ведана)
  - восприятие (санна)
  - воление (четана)
  - однонаправленность (экагатта, пали ekaggatā)
  - ментальная управляющая жизнь-способность (дживитиндрия, пали jīvitindriya)
  - внимание (манасикара).
- Случающиеся время от времени (пакинакка, пали pakiṇṇaka). К ним относятся 6 «этически изменчивых разных ментальных факторов, обнаруживаемых не во всех, а только в определённых типах сознания». Они могут быть «полезными или вредными в зависимости от типа сознания, с которым они связаны»:
  - начальное приложение ума к объекту (витакка, пали vitakka)
  - устойчивое приложение/исследование (вичара, пали vicāra)
  - решение (адхимоккха, пали adhimokkha)
  - энергия (вирийа, пали viriya)
  - восторг (пити, пали pīti)
  - желание действовать (чханда, пали chanda).
- Нездоровые (акусала). 14 факторов, которые сопровождаются тем или иным из трёх нездоровых корней:
  - заблуждение (моха, пали moha)
  - бесстыдство/отсутствие боязни совершить дурной поступок (ахирика, пали ahirika)
  - игнорирование последствий (аноттаппа, пали anottappa)
  - беспокойство (удхачча, пали uddhacca)
  - жадность (лобха, пали lobha)
  - неправильное воззрение (диттхи, пали diṭṭhi)
  - тщеславие (мана, пали māna)
  - ненависть (доса, пали dosa)
  - зависть (исса, пали issā)
  - скупость (маччхарийа, пали macchariya)
  - сожаление (куккучча, пали kukkucca)
  - вялость (тхина, пали thīna)
  - апатия (миддха, пали middha)
  - сомнение (вичикиччха, пали vicikicchā)
- Прекрасные (собханачетасика, пали sobhana cetasikas) факторы, сопровождаемые благотворными корнями.
  - Девятнадцать универсальных прекрасных факторов (собханасадхарана, пали sobhanasādhāraṇa), которые сопровождают любую прекрасную читту:
    - вера (саддха, пали saddhā)
    - внимательность, осознанность (сати, пали sati)
    - стыд за совершаемое зло (хири, пали hiri)
    - внимание к последствиям/боязнь дурных поступков (оттаппа, пали ottappa)
    - не-жадность (алобха, пали alobha)
    - не-злость (адоса, пали adosa)
    - равновесие, нейтральность ума (татрамаджжхаттата, пали tatramajjhattatā)
    - уравновешенность ментального тела (ассоциированных четасик) (кайяпассадхи, пали kāyapassaddhi)
    - уравновешенность сознания (читтапассадхи, пали cittapassaddhi)
    - лёгкость ментального тела (кайялахута, пали kāyalahutā)
    - лёгкость сознания (читталахута, пали cittalahutā)
    - гибкость ментального тела (кайямудута, пали kāyamudutā)
    - гибкость сознания (читтамудута, пали cittamudutā)
    - управляемость ментального тела (кайякамманната, пали kāyakammaññatā)
    - управляемость сознания (читтакамманната, пали cittakammaññatā)
    - сноровка ментального тела (кайяпагунната, пали kāyapāguññatā)
    - сноровка сознания (читтапагунната, пали cittapāguññatā)
    - прямота ментального тела (кайуджуката, пали kāyujukatā)
    - правильность сознания (читтуджукатапали cittujukatā)

  - Прочие ментальные факторы — это те, которые необязательно возникают в каждом прекрасном сознании. Из них три первых относятся к воздержаниям (вирати, пали virati), а два последних — к безграничностям (аппаманна, пали appamaññā)[90]:
    - правильная речь (саммавача, пали sammāvācā)
    - правильное действие (самма-камманта, пали sammākammanta)
    - правильные средства к существованию (самма-аджива, пали sammā-ājīva)
    - сострадание (каруна, пали karuṇā)
    - сочувственная радость (мудита, пали mudita)
    - мудрость (панна, пали paññā)

### Процесс познания
Абхидхамма рассматривает познание как континуум мгновенных ментальных событий без какой-либо устойчивой субстанции или «Я», стоящих за процессом. Этот процесс начинается с чувственного контакта и каждое мгновенное событие в ментальном потоке (сантана, пали santāna) обусловлено (паччайа, пали paccaya) непосредственно предшествующим ему событием. Эти мгновенные события и их отношения сами по себе являются умом (читта).
Процесс познания в Абхидхамме основан на теории бхаванги («основа становления», «условия существования»), нововведении Абхидхаммы Тхеравады. Это пассивный, свободный от процессов режим осознавания. Согласно Руперту Гетину, это «состояние, в котором ум пребывает в состоянии покоя, когда не происходит никакого активного процесса сознания», подобно тому, которое преобладает во время глубокого сна без сновидений. Считается также, что это процесс, обуславливающий сознание будущего перерождения. Однако это не беспричинное, не безобъектное сознание, не субстрат, поскольку оно должно быть прервано, чтобы начался процесс познания. Фактически это то, что делает ум, когда он не вовлечен в активный процесс познания. Когда одна из сенсорных способностей (пять чувств и шестая способность, ум) с разным уровнем интенсивности активируется объектом, начинаются шесть типов когнитивных процессов (читта-виттхи, пали citta-vithi). Основные элементы полного цикла процесса познания (который, как считается, занимает 17 «мысленных моментов») с интенсивным объектом одного из пяти чувств, описаны следующим образом:
- Один момент пассивной прошлой бхаванги.
- Бхаванга начинает вибрировать из-за столкновения объекта с вратами чувств.
- Бхаванга прерывается на один момент (арест бхаванги).
- Возникает «сознание контакта пятью вратами», внимание перемещается к вратам чувств.
- Возникает чувственное сознание, которое есть просто осознание чувственного объекта.
- Возникает сознание, выполняющее функцию приёма (сампатиччхана, пали sampaticchana) объекта.
- Возникает сознание, выполняющее функцию исследования (сантирана, пали santīrana) объекта.
- Возникает сознание, выполняющее функцию определения (воттхапана, пали votthapana) объекта.
- Стадия «джавана» (буквально: «стремительный бег»), в ходе которого ум «быстро пробегает» по объекту в процессе его восприятия. В этом процессе есть когнитивные, волевые и аффективные элементы. Это единственная часть познавательного процесса, которая может включать волевой акт (пали cetana). В отличие от предыдущих событий, которые длились всего один мысленный момент, считается, что эта стадия продолжается на протяжении 7 мысленных моментов.
- Заключительная стадия называется «обладание объектом» или регистрация. Она занимает два мысленных момента.

В плане теории чувственного восприятия и природы познаваемого объекта позиция Абхидхаммы Тхеравады близка к прямому реализму, согласно которому мы действительно воспринимаем внешние физические объекты. С точка зрения Абхидхаммы «объект чувственного сознания — это не просто скопление атомов, но конгломерация атомов, собранных вместе определённым образом».
Что касается познавательных процессов, связанных с умственным чувством, то они похожи на описанные выше, но являются чисто ментальными. Они протекают, когда идея или мысленный образ попадает в поле зрения умственного чувства. Идеи могут возникать либо благодаря физическому объекту, либо «естественно», то есть непосредственно генерироваться умом.

## Рупа(материя)
В Абхидхамма-питаке нет формального определения самой материи формы (рупа), вместо этого можно найти отдельные определения материальных дхамм, составляющих физическое существование. В комментариях рупа определяется как то, что является непостоянным или переменчивым (викара, пали vikara), в смысле способности быть «деформированным, нарушенным, разомкнутым, угнетённым и сломанным». В Кхаджания сутте СН.79 Будда говорит:
И почему, монахи, вы говорите «материальная форма» (рупа)? Потому что она деформирована (руппати, пали ruppati)… Деформирована чем? Деформирована холодом, теплом, голодом, жаждой, мухами, комарами, ветром, солнцем и пресмыкающимися.
Позиция ортодоксальной Тхеравады относительно природы физической составляющей (рупа) заключается в том, что это один из двух основных имеющих взаимозависимое происхождение процессов, образующих личность (как часть совокупности ум-тело, называемой нама-рупа). Однако между этими двумя понятиями нет дуализма, они представляют собой просто кластеры взаимодействующих и взаимозависящих процессов. Как отмечал Буддхагхоша (Висм. 596), каждый из них может быть только «поддержан» (ниссайа, пали nissaya) другим, они подобны слепому, несущему хромого человека, или двум снопам тростника, которые опираются друг на друга и оказывают взаимную поддержку.
В Абхидхамме Тхеравады вся материя сводится к материальным дхаммам. Все рупа-дхаммы основаны на сочетании и взаимодействии четырёх махабхут, четырёх «первичных» или «элементарных» физических феноменов.
- Земля (патхави-дхату, пали paṭhavī-dhātu): обладает характеристиками твёрдости, жёсткости, тяжести и растяжимости.
- Вода (апо-дхату, пали āpo-dhātu): обладает характеристиками текучести, подвижности, просачивания, склеивания, связывания и сцепления.
- Огонь (теджо-дхату, пали  tejo-dhātu): представляет разогрев и тепло, когда нет тепла, есть «холод».
- Воздух (вайо-дхату, пали vāyo-dhātu): отражает вздутие (расширение) и колебание, беспокойное и динамичное движение.

В Абхидхамме характеристики элемента и сам элемент — одно и то же, таким образом, твёрдость — это то же самое, что и элемент земля, который является просто обозначением характеристики твёрдости, растяжимости, тяжести и т. д. Кроме того, элемент земли — это мягкость или лёгкость, то есть отсутствие твёрдости или тяжести.
В палийской Абхидхамме четыре первичных феномена стали относить к несократимым факторам или элементам, составляющим физический мир. Эти основные явления вместе образуют вторичные физические феномены, такие как органы чувств. Таким образом, палийский буддизм не отрицает существования внешнего мира и является разновидностью реализма. Однако Тхеравада также придерживается мнения, что рупа, как и все скандхи, пуста (сунна), свободна (ритта, пали ritta) и лишена сущности (асара, пали asāra).
Рупа-дхаммы не являются атомарными онтологическими субстанциями и представляют собой скорее прагматические описания мира опыта. Согласно Карунадасе, это срединная позиция между представлениями, что «всё есть абсолютное единство» (саббам экаттам) и «абсолютная обособленность» (саббам путхуттам).
Хотя о материальных дхаммах часто говорят как о различных индивидуальных сущностях, это делается только с целью условного описания, поскольку они всегда существуют во взаимосвязанном состоянии с другими материальными дхаммами. Они всегда возникают вместе и зависят друг от друга. Таким образом, все проявления материи включают в себя все четыре первичных элемента, только в разной степени (уссада, пали ussada) или с различными способностями (саматхийа, пали sāmatthiya).
Самая маленькая единица материи, называемая калапа (буквально «пучок», «кипа»), представляет собой совокупность материальных дхамм. Термин «калапа» стал стандартом только в подкомментариях. Это не отдельная частица, а совокупность рупа-дхамм, которые неотделимы друг от друга и существуют одновременно (сахаджата, пали sahajata).
Абхидхамма Тхеравады насчитывает 28 материальных дхамм. Помимо четырёх великих первоэлементов, существуют 24 производные или вторичные дхаммы (упада-рупа, пали upādā-rūpa), которые обусловлены и поддерживаются первичными материальными дхаммами. К ним относятся пять органов чувств, объектные явления (например, звук, запах и т. д.), явления пола, явление сердца, жизненная психическая сила (рупа-дживитиндрийа, пали rūpa-jīvitindriya), явление питания, элемент пространства, явления коммуникации, явления переменчивости и четыре свойства материи: производство, непрерывность, распад и непостоянство. Большинство из них (например, четыре фазы и пространство) на самом деле познаются только способностями ума (манаятана, пали manāyatana) посредством умозаключений. Основное различие между четырьмя первичными дхаммами и производными элементами состоит в том, что первичные дхаммы возникают только в зависимости друг от друга, в то время возникновение производной материи зависит от четырёх первичных элементов.

## Пространство и время
Комментарии объясняют изменяющуюся природу дхамм определёнными временными границами (возникновение и прекращение). Следовательно, дхамма — это мгновенное явление, которое возникает, существует в один момент и полностью исчезает в следующий. Подкомментарий к «Висуддхимагге» определяет термин «випаринама» (пали viparināma, изменение) как сабхава-вигамана, пали sabhāva-vigamana, то есть исчезновение собственной природы. Карунадаса говорит, что о времени в Абхидхамма-питаке сказано относительно мало, возможно, потому, что ему не присвоен статус дхаммы. Если время не является дхаммой, обусловленной или необусловленной, значит это ментальная конструкция без объективной реальности.
Таким образом, в Абхидхамме Тхеравады время — это в основном концептуальная конструкция, в частности, это понятие-как-имя (пали nāma-paññatti) и оно не существует реально, будучи основанным на непрерывном потоке явлений. Время — это просто концептуальная конструкция, ментальная интерпретация, основанная на появлении, изменении и растворении дхамм. У времени нет собственной природы (сабхавато авиджжамана, пали sabhāvato avijjamāna), в отличие от дхамм.
То же самое верно и в отношении пространства (акаса, пали ākasa), которое описывается как существующее номинально (аниппханна, пали anipphanna), не являясь, строго говоря, ни материей, ни действительной дхаммой, а просто отсутствием материи. В этом Тхеравада расходится с Сарвастивадой и Вайбхашикой, считающих пространство необусловленной дхаммой.
Что касается философии времени, традиция Тхеравады придерживается философского презентизма, согласно которому существуют дхаммы только настоящего момента, в отличие от этерналистского взгляда традиции Сарвастивада, утверждавшей, что дхаммы существуют во всех трёх временах — прошлом, настоящем и будущем.

### Теория моментов
На момент составления «Катхаваттху» ранняя Тхеравада отвергала доктрину мгновенности (кшанавада, санскр. kṣāṇavāda, кханавада, пали khāṇavāda), которую поддерживали Абхидхармы других буддийских школ, например, Сарвастивады. Эта теория утверждала, что все дхаммы существуют в течение «момента», что для них означало атомистическую единицу времени, то есть самый короткий возможный интервал времени. Идея о том, что временное распространение всех дхамм длится только крошечный «момент», не встречается в суттах.
В Абхидхамма-питаке Тхеравады действительно использовали термин «момент» (кхана, пали khāṇa) в качестве простого обозначения «короткого времени», «продолжительность которого не фиксирована, но может определяться контекстом». В «Кханикакатхе» (комментарий к «Катхаваттху») утверждается, что «только ментальные феномены кратковременны, тогда как материальные явления существуют в течение некоторого времени». Это противоречило точке зрения других школ, таких как Сарвастивада, которые считали, что и материальные, и ментальные дхаммы одинаково кратковременны. «Катхаваттху» также выступает против идеи, что психическое состояние может длиться некоторое время (и, следовательно, не быть мгновенным). Эту точку зрения защищали некоторые буддийские школы, такие как Андхаки, которые, по-видимому, придерживались мнения, что отдельная единица сознания способна длиться целый день (особенно это относится к глубокому состоянию медитации).
На основе этих ранних идей поздние комментаторы Тхеравады разработали технически более формальную теорию моментов, согласно которой каждое сознание имеет три момента: момент возникновения (уппадакхана, пали uppādakkhaņa), момент продолжительности/существования (тхитиккхана, пали thitikkhaņa) и момент исчезновения/растворения (бхахгаккхана, пали bhahgakkhaņa). Эти моменты соответствуют трём характеристикам обусловленного: рождение (джати), упадок (джарата) и исчезновение (бхеда).
Как отмечалось выше, в Тхераваде считается, что материальные дхаммы существуют дольше умственных. Вводя доктрину мгновенности, «Висуддхимагга» утверждает, что прекращение материи происходит медленно (дандха-ниродха, пали dandha-nirodha) и её трансформация тяжеловесная/тягучая (гарупариватта, пали garuparivatta), в то время как прекращение ума происходит молниеносно (лахупариватта, пали lahuparivatta) и его трансформация происходит быстро (кхиппа-ниродха, пали khippa-nirodha). Соответственно, время существования материи по отношению к уму рассчитывается так, чтобы показать, что в течение одного момента существования материи возникают и прекращаются семнадцать моментов ума. Моменты возникновения и прекращения во времени ментальных и материальных дхамм равны. Но у материальных дхамм момент присутствия длится дольше.

## Обусловленные отношения
Помимо анализа дхамм, другим основным элементом Абхидхаммы Тхеравады является изучение того, как в синтезе (сангаха) дхаммы формируют взаимозависимую сеть отношений. Это представлено в теории обусловленных отношений, существующих между различными дхаммами, сформулированной в последней (седьмой) книге Абхидхамма-питаки «Паттхане». Основной целью этой теории обусловленности остаётся объяснение процесса возникновения страдания в сансаре. Согласно буддизму Тхеравады, его начало во времени неразличимо, и, таким образом, доктрина обусловленности Абхидхаммы «отделяет себя от всех космологических причинно-следственных теорий, которые стремятся проследить абсолютное происхождение мирового процесса от некой беспричинной трансэмпирической реальности».
Абхидхамма Тхеравады признаёт три ключевые аксиомы обусловленности:
- всё возникает по причинам и при условиях, ничто не возникает без причины;
- ничто не возникает по одной причине (это исключает монизм или монотеизм);
- никакое явление не возникает само по себе как единое целое.

Это приводит к основному пониманию Абхидхаммой причинности, которое можно резюмировать следующим образом: «из множества причин возникает множество следствий… множество дхамм порождает множество других дхамм». Таким образом, дхаммы всегда возникают группами или кластерами, например, каждое отдельное сознание всегда возникает вместе по крайней мере с семью умственными факторами: контактом (пхасса), ощущением (ведана), восприятием (санна), волей (четана), однонаправленностью (экагатта), психической жизнью (арупа-дживитиндрийа, пали arupa-jivitindriya) и вниманием (манасикара). Точно так же каждая базовая единица материи представляет собой совокупность восьми материальных факторов.
Другой важный принцип Абхидхаммы Тхеравады состоит в том, что дхаммы не существуют и не возникают благодаря собственной силе, они лишены собственной силы или самовлияния. Это отказ от принципа самопричинности. Точно так же никакая дхамма не может быть создана внешней по отношению к дхаммам силой. Эти два отказа означают, что дхаммы возникают только с помощью других дхамм.
Абхидхамма Тхеравады учит, что существует двадцать четыре вида обусловленных отношений. В любые отношения между дхаммами вовлечены три основных фактора: та дхамма, которая создает условия (паччайа-дхамма, пали paccaya-dhamma), обусловленная дхамма (паччайупанна-дхамма, пали paccayuppanna-dhamma) и обуславливающая сила (паччайа-сатти, пали paccaya-satti), которая на самом деле не отличается от дхаммы, создающей условия (однако дхамма может иметь более одной обуславливающей силы). Обусловленное определяется как «дхамма, которая способствует (упакарака, пали upakāraka) зарождению (уппатти, пали uppatti) или продолжению существования (тхити, пали thiti) другой связанной с ней дхаммы. Это означает, что когда конкретная дхамма активируется как условие, она вызывает возникновение других связанных с ней дхамм или, если они уже возникли, поддерживает их существование». Примечательно, что нет условий для прекращения дхамм, а только условия для их возникновения и поддержания.

## Духовная практика и прогресс
Путь Абхидхаммы Тхеравады к просветлению наиболее полно изложен в «Висуддхимагге» («Пути очищения») Буддхагхоши.
Представленная в этом труде доктрина включает в себя несколько интерпретаций, не встречающихся в самых ранних сутрах. В качестве ключевой практики, из которой происходит вход в дхьяну, в тексте описана медитация на касине (цветных дисках). Касина — это разновидность фокусной медитации, которая не часто встречается в ранних суттах. «Висуддхимагга» также подробно останавливается на четырёх дхьянах и четырёх нематериальных состояниях. В тексте описаны сорок объектов медитации (камматтхана, пали kammaṭṭhāna) и дана рекомендация спросить совета у знатока, какая медитация лучше соответствует темпераменту практикующего.
«Висуддхимагга» анализирует практику буддийского пути, разделяя её на три основных аспекта: 1) нравственность (сила, пали sīla); 2) концентрация (самадхи), достигаемая посредством медитации); 3) мудрость (панна). Она также даёт развернутый обзор пути к освобождению, разделённый на семь основных этапов, которые называются «Семь стадий очищения» (сатта-висудхи, пали satta-visuddhi). Эти этапы основаны на Ратхавинита сутте МН 24.